# Atromitos Yeroskipou

Vereinslogo

Atromitos Yeroskipou (griechisch Ατρόμητος Γεροσκήπου) war ein zyprischer Fußballverein.

## Geschichte
Der Verein wurde im Jahr 1957 in der Stadt Yeroskipou im Bezirk Paphos gegründet und spielte mehrere Jahrzehnte ausschließlich in der lokalen Liga von Paphos, bevor in nur wenigen Jahren der Durchmarsch bis in die First Division gelang.
Im Jahr 2004 gelang zum ersten Mal in der Vereinsgeschichte der Aufstieg in die Fourth Division der Cyprus Football Association. Bereits im Folgejahr 2005 konnte der Erfolg mit dem Aufstieg in die Third Division wiederholt werden. Nach einem weiteren Aufstieg in die Second Division im Jahr 2007 belegte man dort in der Endtabelle 2008 den dritten Rang, was gleichbedeutend mit dem Aufstieg in die höchste Spielklasse des Landes, die First Division war.
Nach nur einem Jahr Zugehörigkeit zur höchsten Spielklasse stieg Atromitos am Ende der Saison 2008/09 als Tabellenletzter mit nur einem Sieg in 26 Spielen direkt wieder in die Zweitklassigkeit ab. Nach zwei Spielzeiten im Mittelfeld der Second Division belegte der Verein in der Saison 2011/12 nur den 14. und letzten Tabellenplatz und musste wieder in die Third Division absteigen. Im Jahr 2013 wurde Atromitos aufgrund finanzieller Probleme aufgelöst.